# Gran Bretagna ai XX Giochi olimpici invernali
La Gran Bretagna partecipò ai XX Giochi olimpici invernali, svoltisi a Torino, Italia, dall'11 al 19 febbraio 2006, con una delegazione di 39 atleti impegnati in nove discipline.

## Medaglie

### Medagliere per discipline
| Sport    | Oro | Argento | Bronzo | Totale |
| -------- | --- | ------- | ------ | ------ |
| Skeleton | 0   | 1       | 0      | 1      |

### Medaglie d'argento
| Medaglia | Nome           | Sport    | Evento             |
| -------- | -------------- | -------- | ------------------ |
| Argento  | Shelley Rudman | Skeleton | Skeleton femminile |

## Sci alpino
| Gara      | Atleta            | 1° manche | 2° manche   | Tempo totale | Posizione |
| --------- | ----------------- | --------- | ----------- | ------------ | --------- |
| Slalom    | Alain Baxter      | 54"93     | 51"22       | 1'46"15      | 15º       |
| Slalom    | Noel Baxter       | 56"07     | 51"15       | 1'47"22      | 20º       |
| Slalom    | James Leunzinger  | DNF       | DNF         | DNF          | DNF       |
| Super-g   | Roger Cruickshank | 1'34"87   | 1'34"87     | 1'34"87      | 37º       |
| Super-g   | Finlay Mickel     | 1'32"10   | 1'32"10     | 1'32"10      | 22º       |
| Discesa   | Roger Cruickshank | 1'54"65   | 1'54"65     | 1'54"65      | 37º       |
| Discesa   | Finlay Mickel     | 1'51"48   | 1'51"48     | 1'51"48      | 25º       |
| Combinata | Noel Baxter       | 1'42"26   | 45"64 44"89 | 3'12"79      | 14º       |

| Gara      | Atleta        | 1° manche | 2° manche | Tempo totale | Posizione |
| --------- | ------------- | --------- | --------- | ------------ | --------- |
| Gigante   | Chemmy Alcott | 1'04"47   | 1'09"95   | 2'14"42      | 22ª       |
| Super-g   | Chemmy Alcott | 1'34"20   | 1'34"20   | 1'34"20      | 19ª       |
| Discesa   | Chemmy Alcott | 1'57"85   | 1'57"85   | 1'57"85      | 11ª       |
| Combinata | Chemmy Alcott | DSQ       | DSQ       | DSQ          | DSQ       |